# Distichodus
Distichodus – rodzaj ryb promieniopłetwych z rodziny Distichodontidae.

## Zasięg występowania
Rodzaj obejmuje gatunki występujące w słodkowodnych wodach Afryki.

## Morfologia
Długość ciała 5,7–83 cm; masa ciała do 1,5 kg.

## Systematyka

### Etymologia
- Distichodus: gr. διστιχος distikhos ‘dwurzędowy’[6]; οδους odous, οδοντος odontos ‘ząb’[7].
- Distichodura: rodzaj Distichodus Müller & Troschel, 1844; gr. ουρα oura ‘ogon’[3]. Typ nomenklatoryczny: Distichodus affinis Günther, 1873.
- Distichodomicrura: rodzaj Distichodus Müller & Troschel, 1844; gr. μικρος mikros ‘mały’; ουρα oura ‘ogon’[3]. Typ nomenklatoryczny: Distichodus maculatus Boulenger, 189.

## Podział systematyczny
Do rodzaju należą następujące gatunki:

- Distichodus affinis Günther, 1873 – łaskawnik czarnoplamy[8]
- Distichodus altus Boulenger, 1899
- Distichodus antonii Schilthuis, 1891
- Distichodus atroventralis Boulenger, 1898
- Distichodus brevipinnis Günther, 1864
- Distichodus decemmaculatus Pellegrin, 1926
- Distichodus engycephalus Günther, 1864
- Distichodus fasciolatus Boulenger, 1898
- Distichodus hypostomatus Pellegrin, 1900
- Distichodus ingae Moelants & Snoeks, 2018
- Distichodus kasaiensis Vreven, Moelants & Snoeks, 2018
- Distichodus kolleri Holly, 1926
- Distichodus langi Nichols & Griscom, 1917
- Distichodus lusosso Schilthuis, 1891 – łaskawnik siedmiopręgi[8]
- Distichodus maculatus Boulenger, 1898
- Distichodus mbiniensis Schmidt, Knobloch & Barrientos, 2021
- Distichodus microps Schmidt, Knobloch & Barrientos, 2021
- Distichodus mossambicus Peters, 1852
- Distichodus nefasch (Bonnaterre, 1788)
- Distichodus noboli Boulenger, 1899
- Distichodus notospilus Günther, 1867
- Distichodus petersii Pfeffer, 1896
- Distichodus polli Abwe, Snoeks, Manda & Vreven, 2019
- Distichodus rostratus Günther, 1864
- Distichodus rufigiensis Norman, 1922
- Distichodus schenga Peters, 1852
- Distichodus sexfasciatus Boulenger, 1897 – łaskawnik sześciopręgi[8]
- Distichodus teugelsi Mamonekene & Vreven, 2008